# Нелінью
Нелі́нью (порт. Nelinho); повне ім'я — Насе́р Ама́де Карі́му (порт. Nasser Amade Carimo; нар. 18 травня 1971; Португальська Східна Африка) — колишній мозамбіцький футболіст, півзахисник національної збірної Мозамбіку.

## Досягнення
- «Кошта да Сул»
  - Мосамбола (2): 1999/00, 2000/01
  - Кубок Мозамбіку (4): 1997/98, 1998/99, 1999/00, 2001/02
- «Ферровьяріу Мапуту»
  - Кубок Мозамбіку (1): 2003/04
- «Дешпортіву Мапуту»[2]
  - Мосамбола (1): 2005/06
  - Кубок Мозамбіку (1): 2005/06